# Falkenstein
Falkenstein je městys v okrese Mistelbach ve spolkové zemi Dolní Rakousy. Žije zde 457 obyvatel.

## Geografie
Falkenstein leží ve vápencovité krajině v severní části Weinviertelu (Vinné čtvrti) v Dolních Rakousích. Jižně od obce se zdvihá „Galgenberg“ (Šibeniční hora) s nadmořskou výškou 425 metrů.
Rozloha městyse je 19,17 kilometrů čtverečních. 58,82 % plochy je zalesněno.
Městys sestává pouze z jednoho katastrálního území Falkenstein.

## Historie
Významnou úlohu pro obec je trvalé pěstování vinné révy. Zvláštností pro vinařství jsou svahy vápencové hory, kde se réva pěstuje už od roku 1309. Falkenstein býval sídlem „horního úřadu“ (vinařská práva) s kompetencí pro záležitosti ve všech otázkách týkajících se vinařství a to v prostoru mezi Vídní a Brnem.
Falkenstein byl se svým hradem (dnešní zříceninou) důležitý v dějinách kolonizace Weinviertelu za císaře Jindřicha III. (1039–1056) v polovině 11. století. Hrad byl až do 16. století v lenním držení Babenberků. Od roku 1571 je hrad Falkenstein v soukromém vlastnictví. Roku 1645 se hradu zmocnili Švédové, ale zůstal neporušený. Úpadek nastal až koncem 17. století. Hrad byl využíván vlastníky jako zásobárna levného stavebního materiálu.
Za dnešního vlastníka Georga Thurn-Vrintse byla zřícenina opět otevřena pro návštěvníky a založena společnost pro záchranu hradu. Od roku 1992 je prováděn archeologický výzkum pod vedením rakouského spolkového památkového úřadu.

### Vývoj počtu obyvatel
- 1971 576 obyvatel
- 1981 482
- 1991 457
- 2001 468

## Politika
Starostou obce je Leopold Richter, vedoucí kanceláře Ingrid Schimpf.
V obecní radě je 13 křesel, která jsou po posledních obecních volbách dne 14. března 2010 podle získaných mandátů rozdělena následovně:
- ÖVP-F 12
- SPÖ 1.

## Hospodářství a infrastruktura
Nezemědělských pracovišť bylo v roce 2001 13, zemědělských a lesnických pracovišť v roce 1999 bylo 66. Počet výdělečně činných osob v místě bydliště bylo podle sčítání lidu v roce 2001 182. To představuje 39,95 %.

## Rodáci
- Martin Damianitsch (1807–1899) – vojenský právník

## Obrazová galerie

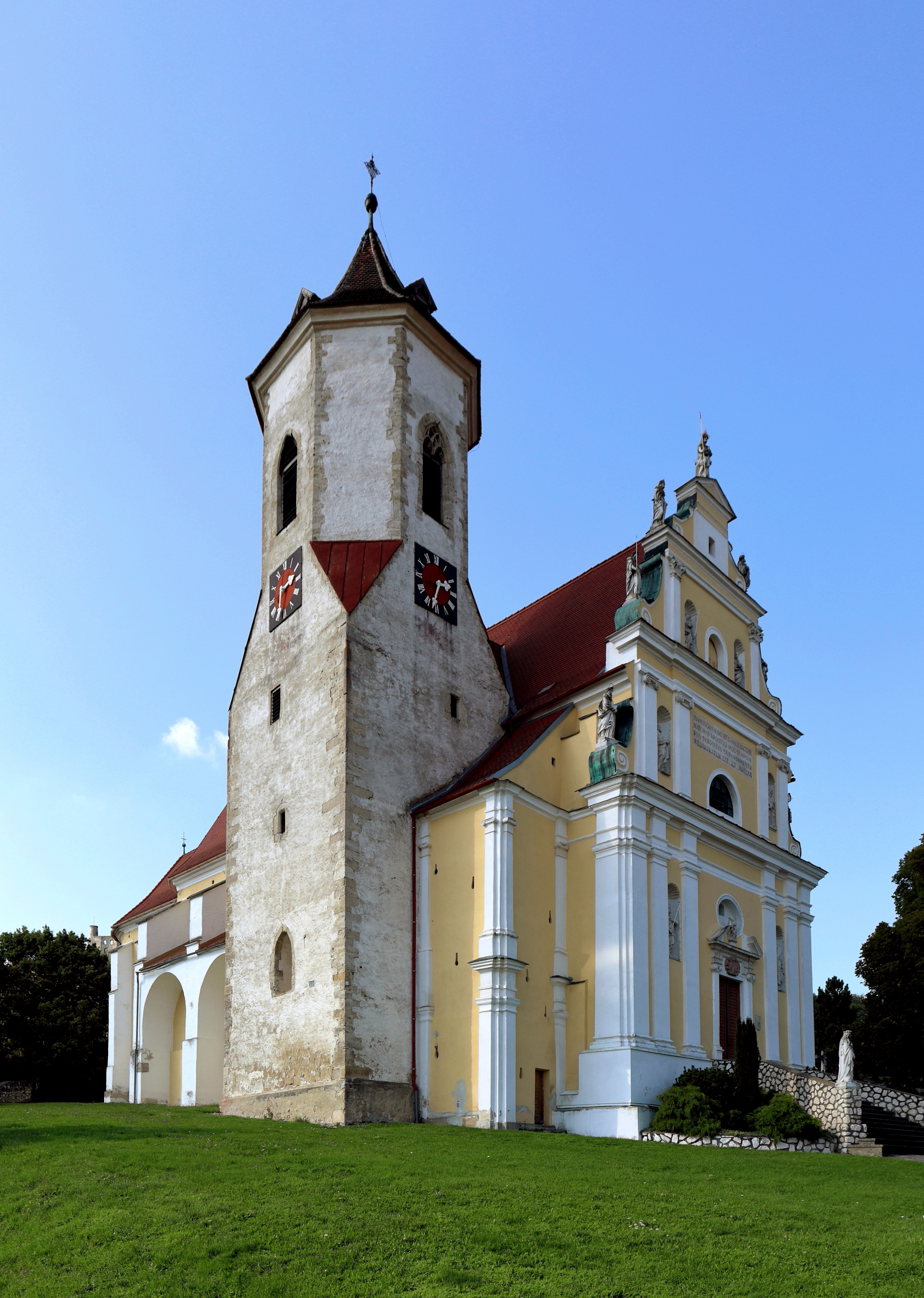
Farní kostel
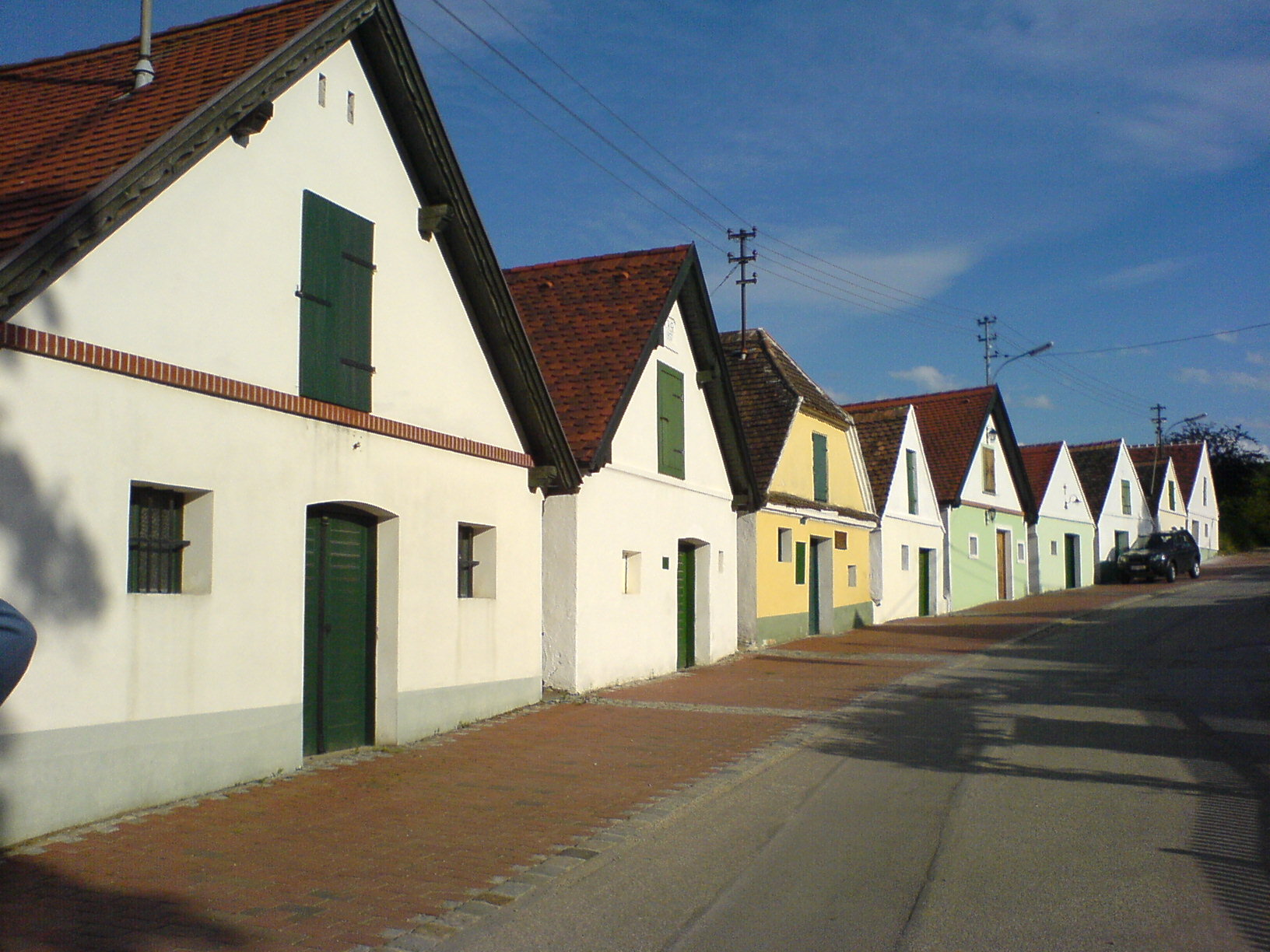
Sklepní ulice